# Baena Soares
João Clemente Baena Soares (n. 14 mai 1931, Belém, Pará, Brazilia – d. 7 iunie 2023) a fost un diplomat brazilian.
Soares s-a născut la Belém. A lucrat la Ministerul Brazilian al Relațiilor Externe timp de 31 de ani, înainte de a fi ales ca secretar general al Organizației Statelor Americane din 1984 până în 1994.
În Brazilia, el a ocupat și funcția de secretar general al afacerilor externe al Braziliei (adică vicecancelarul Braziliei).
Între 1997 și 2006, a fost membru al Comisiei de Drept Internațional al Națiunilor Unite. La 4 noiembrie 2003, secretarul general al ONU, Kofi Annan, l-a numit să facă parte din Grupul de amenințări la nivel înalt.
La 1 septembrie 2006, el a fost numit în Comisia de anchetă la nivel înalt a Consiliului pentru Drepturile Omului al Națiunilor Unite, însărcinat cu investigarea acuzațiilor conform cărora Israelul a vizat și ucis în mod sistematic civili libanezi în timpul războiului din Liban din 2006.
Soares a murit pe 7 iunie 2023, la vârsta de 92 de ani.

## Publicații
- Sem medo da diplomácia (2006)